# Nor Cease Thou Never Now
Nor Cease Thou Never Now är Songs: Ohias debutsingel, utgiven 1996. Skivan utgavs på Will Oldhams skivbolag Palace Records och var limiterad till 1 000 exemplar.

## Låtlista

### A-sida
1. "Freedom Pt. 2" - 3:27

### B-sida
1. "Soul" - 5:51